# Demet Demir
Demet Demir (12 de março de 1961) é uma ativista LGBT turca. Em 1997, recebeu o Prêmio Felipa de Souza, por seu ativismo.

## Biografia
Demir nasceu em Yalova em 12 de março de 1961. Depois que seus pais se divorciaram, ela e sua irmã se mudaram para Istambul quando Demir tinha cinco anos. Demir foi designada homem ao nascer, mas descobriu sua dissidência sexual por volta dos 17 anos, ao ler sobre Bülent Ersoy. Suas reuniões subsequentes com pessoas semelhantes no Parque Taksim Gezi e em casas noturnas próximas, que eram frequentadas por pessoas queer, reforçaram suas preferências.
Em 1979, envolveu-se com o movimento de esquerda da Turquia e foi presa em 1º de maio de 1980 durante uma manifestação do Dia do Trabalho. Durante todo o tempo, ela costumava esconder sua transsexualidade para ganhar aceitação dentro do movimento político. Após sua prisão, ela foi supostamente torturada pela polícia, antes de ser enviada a hospitais que lidavam com doenças sexuais em uma tentativa de curá-la da homossexualidade. Após o golpe de 1980 na Turquia, Demir foi condenado a 15 meses de prisão por seu trabalho político, no início de 1982, mas foi libertado após 8 meses. Durante sua prisão, outros prisioneiros souberam de sua identidade não heteronormativa e ela foi isolada.
Depois de sair da prisão, ela começou a afirmar sua identidade sexual, mas não se envolveu imediatamente no ativismo LGBT. De acordo com Demir, as extensões eram opressivas para pessoas queer; eles eram frequentemente sujeitos a detenções ilegais, abuso físico, discriminação ativa, deslocamento forçado e agressão sexual. Ela foi supostamente torturada sob custódia ilegal do governo, três vezes em 1983, e testemunhando batidas policiais militares em boates de Beyoğlu e guetos de Cihangir, para estuprar homossexuais. Ela recebeu pouco apoio dos partidos de esquerda durante esses períodos, que consideravam a transsexualidade uma doença burguesa e gradualmente ficaram desiludidos.
Depois disso, ela se juntou ao Radikal Demokratik Birlik, que foi responsável por iniciar o primeiro movimento na Turquia para eliminar a discriminação e a violência contra pessoas LGBT e outras minorias. Ela se tornou mais consciente da perpetuação da violência sistêmica pelo estado contra as minorias e aprendeu sobre os conceitos de feminismo, ambientalismo e militarismo. Em 1989, Demir juntou-se à Associação de Direitos Humanos (HRA), onde contribuiu na criação da Comissão de Minorias Sexuais e outras plataformas semelhantes com as feministas Ayşe Düzkan, Filiz Karakuş et al. e eventualmente se tornou o primeiro travesti delegado do HRA. Seus esforços foram principalmente malsucedidos devido à exclusão pela maioria socialista. No mesmo ano, ela foi sujeita a discriminação ativa (e subsequente tortura), enquanto comparecia a um julgamento em nome do HRA, uma vez que suas características físicas não se alinhavam com seu sexo declarado na carteira de identidade.
Em 1991, Demir foi novamente presa por dois meses e torturada por Süleyman, o “Mangueira” Ulusoy, o então chefe de polícia de Beyoğlu, que tinha uma reputação terrível por seus atos de violência contra travestis. Assim, ela se tornou a primeira pessoa a se qualificar como prisioneira de consciência da Anistia e, posteriormente, a Anistia Internacional incluiu a homossexualidade em sua lista de crimes políticos. Enquanto ela tentava tomar medidas legais, ela não teve sucesso.
Demir defendeu os direitos das trabalhadoras sexuais transexuais em 1995, quando elas estavam sendo presas (e despejadas) a fim de "limpar" a vizinhança para organizar a Conferência das Nações Unidas sobre o Habitat, trazendo assim maior visibilidade aos direitos dos transgêneros na Turquia. Em 1996, ela passou por uma cirurgia de redesignação sexual para obter uma carteira de identidade feminina e, posteriormente, trabalhou como freelancer em workshops e estúdios de imprensa, antes de ingressar em uma empresa para usufruir de benefícios de aposentadoria no futuro.
Em 1997, a OutRight Action International (anteriormente International Gay and Lesbian Human Rights Commission) concedeu a Demir o Prêmio Felipa de Souza. Demir foi presa e abusada fisicamente em 12 de julho de 1997, quando tentou impedir a polícia de espancar uma garota que vendia lenços feitos por pessoas trans para ganhar a vida fora da prostituição. Ela estava saindo de uma oficina, organizada para promover habilidades de trabalho para a comunidade travesti e transexual. Demir se cansou de ser assediada por seu ativismo e posteriormente processou o Departamento de Polícia do Distrito de Beyoglu. O caso foi repetidamente adiado antes que o tribunal decidisse em seu favor em 2003 e concedeu uma sentença de 21 anos contra Ulusoy, que foi imediatamente desocupada pelo governo sob uma disposição de anistia.
Em 1999, Demir tornou-se candidata nas eleições para o Conselho Municipal de Beyoğlu para o Partido da Liberdade e Solidariedade (ÖDP), tornando-se assim a primeira candidata transgênero a concorrer em uma eleição geral na Turquia. Todavia, ela não teve sucesso. Em 2007, concorreu, também sem sucesso, ao cargo de deputada em Isparta. Em 2008, Demir e outros ativistas transgêneros criaram o LGBTT Istanbul.
Ela tem falado abertamente sobre a atitude discriminatória e dura da polícia em relação à comunidade transgênero e da comunidade ser freqüentemente obrigada a abraçar a prostituição para ganhar a vida. Ela também criticou sobre a falta de espaço de mídia alocado para indivíduos do espectro queer. Ela foi responsável por imprimir e distribuir os primeiros emblemas do triângulo rosa na Turquia e fez campanha com sucesso para revogar as leis discriminatórias de gênero.
Demir foi o tema de uma exibição de vídeo do notável artista Kutluğ Ataman.